# 栉齿毛鳞菊
栉齿毛鳞菊（学名：Melanoseris pectiniformis）是菊科毛鳞菊属的植物，为中国的特有植物。分布在中国大陆的西藏等地，生长于海拔3,200米的地区，常生于山谷林下，目前尚未由人工引种栽培。